# Yōko Ishida
Pour les articles homonymes, voir Ishida.
Yōko Ishida (石田 燿子, Ishida Yōko), née le 7 octobre 1973 à Niigata est une chanteuse japonaise en contrat avec Hyper Voice. Elle est notamment connue pour ses génériques d'anime.

## Discographie

### Simples
- 2006-04-26 : Shiawase no Iro — opening de Ah! My Goddess - Sorezore no tsubasa'
- 2006-02-08 : Aka no Seijaku 2e ending de Shakugan no Shana
- 2005-01-26 : OPEN YOUR MIND ~chiisana hane hirogete~ —  opening de la seconde saison de Ah! My Goddess
- 2004-04-28 : Natsuiro no Kakera — ending de Kono minikukumo utsukushii sekai
- 2003-10-29 : Takaramono — opening de Ai yori Aoshi ~enishi~
- 2003-02-26 : Shinjitsu no Tobira — opening de Gunparade March ~aratanaru kougunka~
- 2002-11-07 : Ienai Kara — ending de Petite princess Yucie
- 2002-04-24 : Towa no Hana — opening de Ai yori aoshi
- 2001-10-24 : Sugar Baby Love — opening de A little snow fairy sugar
- 1995-11-01 : Zukkoke Paradise
- 1995-06-21 : Choppiri Chef Kibun
- 1994-08-01 : Yasashisa no Tamatebako
- 1993-03-21 : Otome no Policy — ending de Sailor Moon R

### Albums
- 2008-06-25 : Hyper Yocomix 3
- 2007-09-21 : Single Collection
- 2006-08-25 : Hyper Yocomix 2
- 2005-03-09 : all of me
- 2004-08-25 : Hyper Yocomix
- 2003-02-26 : sweets